# Epeolus lanhami
Epeolus lanhami är en biart som beskrevs av Mitchell 1962. Epeolus lanhami ingår i släktet filtbin, och familjen långtungebin. Inga underarter finns listade i Catalogue of Life.